# Inocent II.
Inocent II., rođen kao Gregorio Papareschi di Guidoni, papa od 14. veljače 1130. do 24. rujna 1143. godine.